# امديفينة
امديفينة، قرية موريتانية تقع بين نواكشوطوغرب مدينة النعمة عاصمة ولاية الحوض الشرقي. تأسست رسمياً مع نهاية الثمانينات من القرن العشرين على يد سكانها الحاليين الذين كانوا يقطنون بلدية بيريباف.

## الموقع الجغرافي
تقع حاضرة امديفينة غرب مدينة النعمة على بعد 33 كلم وتتبع إداريا لبلدية بيريباف التي تبعد عنها 5 كلم ناحية الجنوب وهي إحدى بلديات مقاطعة النعمة العشرة. ويقسم طريق الأمل القرية إلى قسمين جنوبي حيث الأرض منبسطة ذات بنية سهلية واسعة وبهذا الجانب يوجد مركز القرية. أما القسم الشمالي فيتميز بتنوعه التضاريسي حيث توجد إضافة إلى السهول بعض الكثبان الرملية.

## التعليم
يتميز سكان قرية امديفينة بالمزاوجة بين التعليم المحظري والتعليم المدرسي حيث توجد بالقرية محظرة كبيرة تدرس علوم القرآن والفقه المالكي إلا أن التعليم المدرسي بقي حاضر وبشكل كبير عن طريق مدرسة القرية الابتدائية على المستوى المحلي ومن ثم المراحل الأخرى في النعمة أو العاصمة نواكشوط.

## الإقتصاد
يعتمد سكان حاضرة امديفينة في موارد رزقهم على التجارة والزراعة والتنمية الحيوانية ويساعدهم في ذلك الأراضي السهلية الواسعة والصالحة للزراعة وكذلك المناطق الرعوية الخصبة المليئة بالأعشاب. ويعتبر البقر هو الماشية الأكثر حضوراً، هذا إلا جانب الأغنام. كما يلعب أبناء القرية العاملين في الدولة والعاملين في الخارج أيضى دورا مهما في الرفع من المستوى الاقتصادي للقرية.

## النقل والمواصلات
يلعب الموقع الإستراتيجي لقرية امديفينة دورا مهما في ربطها بمحيطها الخارجي حيث يشقها أكبر وأهم طريق في البلد طريق الأمل كما يمر من وسطها الطريق المؤدي إلى بلديتها بيريباف، كما تتوفر فيها خدمات شبكات الإتصال المحلية الثلاثة.